# Fall Asleep in the Mirror
Fall Asleep in the Mirror (en hangul, 폴 어슬리프 인 더 미러), también conocido como Nightmare: Fall Asleep in the Mirror, es el segundo álbum sencillo del grupo femenino de Corea del Sur Dreamcatcher. El álbum fue lanzado el 5 de abril de 2017 por Happy Face Entertainment e incluye su sencillo principal, «Good Night».

## Antecedentes y lanzamiento
El 17 de marzo de 2017, las cuentas oficiales de las redes sociales del grupo compartieron una misteriosa foto con los números "0405" y "1800". La agencia pronto confirmó el lanzamiento de un nuevo álbum, junto con acertijos en los teasers y las claves para resolverlos. El 20 de marzo, se lanzó un grupo de fotos como adelanto y una foto grupal. El 22 de marzo se lanzó un nuevo conjunto de imágenes teaser, mucho más oscuras en su concepto.
El 30 de marzo, se reveló la lista de canciones para el álbum, revelando que la canción principal llevaría por título «Good Night». Un día antes del lanzamiento, el 4 de abril, se lanzó una vista previa del álbum. El 5 de abril, el vídeo musical del sencillo fue lanzado oficialmente junto con el resto del álbum.

## Vídeo musical
El 5 de abril de 2017, a través de la cuenta oficial de YouTube del grupo, fue lanzado el vídeo musical de la canción principal del álbum, llamada «Good Night», dirigido por la compañía de producción de vídeos de Corea del Sur Digipedi y que contó nuevamente con la participación especial del actor Jo Dong-hyuk. La canción es la continuación de «Chase Me», título principal del sencillo anterior, Nightmare, y es la segunda parte de una trilogía narrativa basada en una historia de fantasía.

## Rendimiento comercial
El álbum alcanzó la posición N.º 7 en la lista semanal de la lista musical surcoreana Gaon Album Chart y la posición N.º 24 en la lista mensual del mismo gráfico.

## Lista de canciones
| CD    |                             |                       |            |            |          |  |
| N.º   | Título                      | Letras                | Música     | Arreglos   | Duración |  |
| 1.    | «My Toys» (intro)           |                       | Super Bomb | Super Bomb | 1:06     |  |
| 2.    | «Good Night»                | Kim Boeun, Super Bomb | Super Bomb | Super Bomb | 2:54     |  |
| 3.    | «Lullaby»                   | Super Bomb            | Super Bomb | Super Bomb | 3:18     |  |
| 4.    | «Good Night» (Instrumental) |                       | Super Bomb | Super Bomb | 2:54     |  |
| 10:16 |                             |                       |            |            |          |  |

## Posicionamiento en listas
| Lista (2017)                     | Mejor posición |
| -------------------------------- | -------------- |
| Corea del Sur (Gaon Album Chart) | 7              |

| Lista (2017)                     | Mejor posición |
| -------------------------------- | -------------- |
| Corea del Sur (Gaon Album Chart) | 24             |

## Historial de lanzamiento
| País          | Fecha              | Formato              | Sello                               |
| ------------- | ------------------ | -------------------- | ----------------------------------- |
| Corea del Sur | 5 de abril de 2017 | CD, descarga digital | Happy Face Entertainment, Interpark |